# Theodor Kullak
Theodor Kullak est un pianiste, compositeur et professeur de musique prussien, né le 12 décembre 1818 à Krotoszyn et mort le 1er mars 1882 à Berlin.

## Biographie
Il a commencé ses études de piano comme élève d'Albrecht Agthe à Posen. Ses progrès rapides le font remarquer du prince Antoni Radziwiłł, lorsqu'il a à peine huit ans. Ce prince lui organise un concert à la cour de Berlin ; Kullak avait alors onze ans. Après ses études au lycée de Sulechów, il entreprend en 1837 à Berlin des études de médecine et est élève de Siegfried Dehn et Wilhelm Taubert. Dans le même temps, il poursuit sa formation de pianiste et étudie l'harmonie.
De 1842 à 1843, Kullak étudie avec Simon Sechter, Otto Nicolai et Carl Czerny à Vienne. Il était depuis 1843 le professeur de piano des princesses et des princes de la Maison royale à Berlin (notamment la princesse Anne de Prusse (1836-1918)) et il reçoit en 1846 le titre de pianiste de la Cour. Il était le professeur de piano le plus en vue de son temps à Berlin.
En 1850, il fonde en compagnie de Julius Stern et Adolf Bernhard Marx le Stern'sche Konservatorium. Il quitte cette institution en 1855 à la suite de dissensions, pour créer la Neue Akademie der Tonkunst qu'il dirigera jusqu'à sa mort. Elle était spécialisée dans la formation des pianistes et elle devint le plus grand institut privé allemand pour l'enseignement de la musique. Parmi les élèves de Kullak figurent : Adele aus der Ohe, Hans Bischoff (de), Alexandre Ilinski, Moritz Moszkowski, Nikolai Rubinstein, Otto Bendix (da), James Kwast, Theo Ysaÿe, Julius Reubke, Xaver, Dora Ohlfsen-Bagge et Philipp Scharwenka.
Son fils Franz Kullak lui succéda à l'Académie jusqu'à sa disparition en 1890.

## Œuvres
Kullak a composé environ 130 pièces de salon, pleines d'effets, deux sonates pour piano, une symphonie pour clavier, un concerto pour piano ainsi que des pièces pour piano et violon.
Il a écrit des pièces pour l'étude du piano telles Die Schule des Oktavenspiels (1848).
Son concerto pour piano (daté de 1850) incarne certainement une des réussites les plus imposantes de la période romantique. L'œuvre affirme un style unique, s'inspirant de Chopin, mais adoptant de nouvelles voies notamment au niveau mélodique. Contrairement à d'autres compositeurs tels que Scharwenka ou Litolff, Kullak n'arbore pas une orchestration ou un « pianisme » agressif et parfois brutal, qui aboutira aux œuvres de Tchaïkovsky ou Grieg, mais des motifs doux tout en étant précis, et incisifs.

## Discographie
- Concerto pour piano et orchestre en ut mineur, op. 55 (+ Concerto pour piano op. 137 de Alexander Dreyschock) Piers Lane (piano) & BBC Scottish Symphony Orchestra, Niklas Willén (direction d'orchestre) : 1 CD HYPERION 1999 - CDA67086 (Collection "Le Concerto pour piano romantique" n° 21)